# Ермолаев, Алексей Николаевич
Алексе́й Никола́евич Ермола́ев (1910—1975) — российский советский артист балета, балетмейстер и педагог. Народный артист СССР (1970). Лауреат трёх Сталинских премий (1946, 1947, 1950).

## Биография
Родился 10 (23) февраля 1910 года в крестьянской семье, проживавшей в Тверской губернии (по другим источникам — в Санкт-Петербурге).
С 1920 года учился в Петрограде в балетной школе А. Л. Волынского, где его педагогом был Н. Г. Легат, а с 1921 по 1926 год — в Петроградской балетной школе (с 1937 — Ленинградское хореографическое училище, ныне Академия русского балета имени А. Я. Вагановой), где за шесть лет прошёл всю школьную программу в классе В. И. Пономарёва.
В 1926 году был зачислен солистом в балетную труппу Ленинградского театра оперы и балета (ныне Мариинский театр). В 1930 году его пригласили в Москву в Большой театр, в котором работал до конца своих дней.
С именем А. Ермолаева связано создание нового направления в мужском танце, которое отвечало общим тенденциям героизации балета, повышения игровой, драматической составляющей, введения в практику классического балета элементов народного танца. А. Ермолаев обладал виртуозной техникой танца, постоянно её совершенствуя и усложняя классические элементы. Создавая разнохарактерные роли, в целом он утверждал в балете мужественный и волевой образ. В этом же направлении действовали и выдающиеся балетмейстеры, работавшие с ним — В. И. Вайнонен и Л. М. Лавровский. Такое развитие соответствовало требованиям времени и не случайно было отмечено Сталинской премией в 1946 году.
А. Ермолаев работал над техникой танца на пределе возможностей, но это направление его творчества было ограничено серьёзной травмой. Начиная с 1939 года он сосредотачивается на ролях, которые требуют не бравурной исполнительской техники, а драматического мастерства, пантомимы. По стечению обстоятельств прыжки артиста, вызывавшие всеобщее восхищение запечатлены только на фотографии, киносъемок артиста были сделаны только после травмы, в роли Тибальда в фильме-балете «Ромео и Джульетта».
В 1939 года выступил как балетмейстер. Ставил также балеты в Белорусском театре оперы и балета (Минск).
С 1960 года и до конца своих дней работал педагогом и балетмейстером-репетитором в Большом театре. Под его руководством занимались «звёзды балета» — М. Лиепа, М. Лавровский, В. Васильев, А. Годунов, Б. Акимов, Н. Федоров и др.
Одновременно работал в Московском хореографическом училище: в 1960—1972 годах был педагогом по классическому танцу, а в 1968—1972 годах — художественным руководителем училища. Среди его учеников: Ю. К. Владимиров, В. С. Лагунов, С. Н. Радченко, Ю. Ю. Ветров и др.
Скончался в Москве 12 декабря 1975 года. Похоронен на Введенском кладбище (12 уч.).

## Награды и звания
- Заслуженный артист РСФСР (1937)
- Народный артист Белорусской ССР (1940)
- Народный артист РСФСР (1951)
- Народный артист СССР (1970)
- Сталинская премия второй степени (1946) — за выдающиеся достижения в области балетного искусства
- Сталинская премия первой степени (1947) — за исполнение партии Филиппа в балете «Пламя Парижа» Б. В. Асафьева
- Сталинская премия второй степени (1950) — за исполнение партии Ли Шан-фу в балете «Красный мак» Р. М. Глиэра
- Орден «Знак Почёта» (02.06.1937) — за выдающиеся заслуги в деле развития оперного и балетного искусства
- Два ордена Трудового Красного Знамени (20.06.1940, за выдающиеся заслуги в деле развития белорусского театрального и музыкального искусства; 1951)
- Медаль «За доблестный труд в Великой Отечественной войне 1941—1945 гг.»
- Медаль «За доблестный труд. В ознаменование 100-летия со дня рождения Владимира Ильича Ленина»
- Медаль «В память 800-летия Москвы»

## Партии

### Ленинградского театра оперы и балета (1926—1930)
- 1926 — Бог ветра в балете Р. Дриго «Талисман»
- 1926 — Голубая птица в балете П. И. Чайковского «Спящая красавица», хореография М. И. Петипа
- 1926 — Гений вод в балете Ц. Пуни «Конёк-Горбунок», хореография А. А. Горского
- 1927 — Купец в балете А. Адана «Корсар», хореография М. И. Петипа
- 1927 — Базиль в балете Л. Минкуса «Дон Кихот», хореография А. А. Горского
- 1927 — Зимняя птица в балете «Ледяная дева», на музыку Э. Грига, хореография Ф. В. Лопухова
- 1928 — Принц Зигфрид в балете П. И. Чайковского «Лебединое озеро», хореография Л. И. Иванова и М. И. Петипа
- 1929 — Китайский фокусник и Божок в балете Р. М. Глиэра «Красный мак», хореография Ф. В. Лопухова, В. И. Пономарёва, Л. С. Леонтьева

### Партии
- 1930 — Голубая птица в балете П. И. Чайковского «Спящая красавица», хореография М. И. Петипа в редакции В. Д. Тихомирова
- 1930 — Колен в балете П. Л. Гертеля «Тщетная предосторожность», хореография А. А. Горского
- 1931 — Лезгинка в опере М. И. Глинки «Руслан и Людмила», хореография Р. В. Захарова
- 1931 — Мигуэль в премьерной постановке балета Р. М. Глиэра «Комедианты» в постановке А. И. Чекрыгина
- 1931 — Индусский танец в балете Л. Минкуса «Баядерка», хореография А. А. Горского и В. Д. Тихомирова
- 1931 — Принц Зигфрид в балете П. И. Чайковского «Лебединое озеро», хореография А. А. Горского
- 1931 — Жан де Бриен в балете А. К. Глазунова «Раймонда», хореография А. А. Горского
- 1931 — Принц Дезире в балете П. И. Чайковского «Спящая красавица», хореография М. И. Петипа в редакции В. Д. Тихомирова
- 1932 — Солор в балете Л. Минкуса «Баядерка», хореография А. А. Горского и В. Д. Тихомирова
- 1932 — Юноша в балете на музыку Ф. Шопена «Шопениана», хореография М. М. Фокина, возобновлённая А. И. Чекрыгиным (партнеры-исполнители — А. И. Абрамова, В. П. Васильева, С. М. Мессерер)
- 1932 — Авантюрист в балете Р. М. Глиэра «Красный мак», хореография Л. А. Лащилина, В. Д. Тихомирова
- 1932 — Куман в «Половецких плясках» в опере А. П. Бородина «Князь Игорь», хореография А. А. Горского
- 1932 — Океан в балете Ц. Пуни «Конёк-Горбунок», хореография А. А. Горского
- 1933 и 1947 — Филипп в балете Б. В. Асафьева «Пламя Парижа» в премьерных постановках В. И. Вайнонена.
- 1934 — Граф Альберт в балете А. Адана «Жизель», редакция М. И. Петипа, возобновлена А. М. Монаховым
- 1935 — Тибул в балете В. А. Оранского «Три толстяка» в постановке И. А. Моисеева
- 1935 — Классический танцовщик в балете Д. Д. Шостаковича «Светлый ручей» в постановке Ф. В. Лопухова
- 1937 — Вацлав в балете Б. В. Асафьева «Бахчисарайский фонтан» в постановке Р. В. Захарова
- 1939 — Пан в картине «Польский бал» оперы М. И. Глинки «Иван Сусанин», хореография Р. В. Захарова

- 1939 — Щелкунчик-принц в балете П. И. Чайковского «Щелкунчик», хореография В. И. Вайнонена — первый исполнитель в Большом театре (Маша — М. Т. Семёнова, Дроссельмейер — В. А. Рябцев)
- 1943 — Базиль в балете Л. Минкуса «Дон Кихот», хореография А. А. Горского, Р. В. Захарова, М. М. Габовича, К. Я. Голейзовского, В. В. Смольцова (Китри — О. В. Лепешинская, Эспада — С. Г. Корень, Дон Кихот — В. В. Смольцов, Санчо — В. А. Рябцев).
- 1944 — Граф Альберт в балете А. Адана «Жизель», хореография Ж. Перро, Ж. Коралли, М. И. Петипа в редакции Л. М. Лавровского
- 1945 — Абдерахман в балете А. К. Глазунова «Раймонда» в постановке Л. М. Лавровского (Раймонда — М. Т. Семёнова, С. Н. Головкина, Жан дё Бриен — М. М. Габович, В. А. Преображенский, балетмейстер Л. М. Лавровский, фрагменты М. И. Петипа и А. А. Горского)
- 1946 — Тибальд в премьере балета С. С. Прокофьева «Ромео и Джульетта», постановка Л. М. Лавровского (Джульетта — Г. С. Уланова, Ромео — М. М. Габович, Меркуцио — С. Г. Корень). В 1954 году режиссёр Л. О. Арштам снял на «Мосфильме» фильм-балет по этому спектаклю
- 1948 — Молодой раб в балете Ц. Пуни «Конёк-Горбунок», хореография А. А. Горского в редакции Т. П. Никитиной, Л. А. Поспехина, А. И. Радунского
- 1949 — Кавалер Рипафратта в премьерной постановке балета С. Н. Василенко «Мирандолина» в постановке В. И. Вайнонена
- 1949 — Евгений в балете Р. М. Глиэра «Медный всадник» в постановке Р. В. Захарова
- 1950 — Ли Шан-фу в балете Р. М. Глиэра «Красный мак» в постановке Л. М. Лавровского.
- 1954 — Северьян в премьере балета С. С. Прокофьева «Сказ о каменном цветке» в постановке Л. М. Лавровского (Катерина — Г. С. Уланова, Данила — В. А. Преображенский, Хозяйка Медной горы — М. М. Плисецкая).
- 1954 — Хан Гирей в балете Б. В. Асафьева «Бахчисарайский фонтан»
- 1956 — Лесничий в балете А. Адана «Жизель», хореография Ж. Перро, Ж. Коралли, М. И. Петипа в редакции Л. М. Лавровского

### Постановки
- Внёс значительный вклад в становление белорусского национального балета, приняв активное участие в создании первого национального балета «Соловей[бел.]». Совместно со Ю. И. Слонимским написал либретто, основанное на одноименной повести и драме З. Бядули, затем на музыку М. Е. Крошнера совместно с Ф. В. Лопуховым в 1939 был поставлен балет в Белорусском театре оперы и балета.
- В 1942 году совместно с В. М. Шахраем и Ю. В. Хираско поставлена «Купальская ночь» — музыкальное народное представление, монтаж из оперных постановок
- В 1951 году на собственные средства (Сталинская премия) совместно с А. И. Радунским поставил в Большом театре сольный концерт — цикл из восьми хореографических миниатюр «Мир победит войну».
- В 1955 году в Белорусском театре оперы и балета поставил балет «Пламенные сердца» В. А. Золотарёва.

### Фильмография
- 1951 — Большой концерт — Тибальд
- 1954 — Ромео и Джульетта (фильм-балет) — Тибальд

## Память
- В 2000 году была установлена мемориальная доска в Москве, на доме № 7 в Брюсовом переулке (улица Неждановой), где в 1935—1975 годах жил артист.
- Творчеству артиста посвящено множество публикаций, в том числе два сборника материалов — «Алексей Ермолаев» (М.,1974) и «Алексей Ермолаев. Статьи, воспоминания» (М., 1982).